# Кизилагаш (Жарминський район)
Кизилага́ш (каз. Қызылағаш) — село у складі Жарминського району Абайської області Казахстану. Адміністративний центр Кизилагаського сільського округу.
Населення — 349 осіб (2021; 611 у 2009, 1133 у 1999, 1530 у 1989).
Національний склад станом на 1989 рік:
- казахи — 100 %

До 1990 року село називалось Михайловка.